# Caissana Brasileira

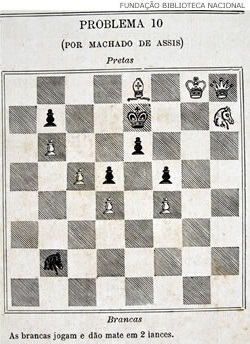
Um dos problemas presentes na Caissana Brasileira é o primeiro problema de xadrez publicado por um brasileiro, de autoria de Machado de Assis.

Caissana Brasileira é o título do segundo livro brasileiro sobre enxadrismo escrito pelo pianista, compositor, comerciante e também estudante do xadrez Arthur Napoleão, publicado no Brasil em 1898 pela tipografia do Jornal do Commercio. Só é precedido por "O Perfeito Jogador de Xadrez ou Manual Completo deste Jogo", de autoria do Desembargador Roberto Velloso D’Oliveira, publicado por Laemmert em 1850, e que ainda contou com um "Additamento ao Perfeito Jogador de Xadrez", publicado pelo mesmo editor em 1851.
Na sua página face o volume é descrito pelo autor como:
"Selecção de mais de 500 problemas de autores brasileiros ou residentes no Brasil; incluindo o código das leis do jogo, baseiado nas melhores obras modernas; as annotações do Xadrez nos diversos paízes estrangeiros; codigo telegraphico, bibliographia, etc; e precedido de uma introducção contendo o histórico do Xadrez no Brasil."
Dentre os problemas listados no volume encontram-se excelentes composições de Arthur Napoleão, um mate em 3 de Caldas Vianna reconhecido como uma das melhores composições brasileiras de todos os tempos e até mesmo um problema de autoria do escritor Machado de Assis.